# Neeruti (Otepää)
Neeruti (niem. Megel) – wieś położona w estońskiej gminie Otepää.
Według spisu ludności z 2021 roku wieś Neeruti miała 65 mieszkańców.